# Promachoteuthidae
Famille
Genre
La famille Promachoteuthidae est un taxon de céphalopodes décapodes (communément appelés « calmars »), qui ne contient que le genre Promachoteuthis.

## Liste des espèces
Selon World Register of Marine Species (16 mai 2016) :
- genre Promachoteuthis Hoyle, 1885
  - Promachoteuthis megaptera Hoyle, 1885
  - Promachoteuthis sloani Young, Vecchione & Piatkowski, 2006
  - Promachoteuthis sulcus Young, Vecchione & Roper, 2007